# یوری (بازیکن فوتبال)
یوری (انگلیسی: Uri؛ زادهٔ ۲۹ ژوئیهٔ ۱۹۹۹) بازیکن فوتبال است.